# 名鉄C350形蒸気機関車
名鉄C350形蒸気機関車（めいてつC350がたじょうききかんしゃ）は、かつて名古屋鉄道が運用していたタンク式蒸気機関車である。1両 (C351) が在籍していた。
形式のC350は、所有していた三興製紙の「三興」を「35」としたことによる。名古屋鉄道では最後まで在籍していた蒸気機関車である。

## 概要
1944年（昭和19年）に立山重工業で製造された、車軸配置0-6-0(C)形のウェルタンク機関車である（製造番号不明）。所有は三興製紙、車籍は名古屋鉄道に編入された。
当初は日本製鐵広畑製鐵所のS315として運用されていたが、1946年（昭和21年）に東濃鉄道が借り入れ、「東濃4号」として駄知線で運用された。駄知線電化後に広畑製鉄所に返却されたが、1951年（昭和26年）に三興製紙が購入。C351として名古屋鉄道に入った。
名古屋鉄道では尾西線森上駅から伸びる三興製紙専用線で運用された。伊勢湾台風時は電車の救出を行ったという。
1963年（昭和38年）に廃車された。